# Gérard Santoro
Gérard Sartoro (Auchel, 16 ottobre 1961) è un lottatore e allenatore di lotta francese, specializzato nella lotta libera.

## Biografia
Ha fatto parte della spedizione francese ai IX Giochi del Mediterraneo di Casablanca 1983, vincendo la medaglia di bronzo nella categoria dei 62 kg.
Agli europei di Stoccarda 1991 ha guadagnato il bronzo nei 68 kg. È riuscito a salire sul gradino più basso del podio anche agli XI Giochi del Mediterraneo di Atene 1991.
Ha esordito ai Giochi olimpici estivi a Los Angeles 1984, classificandosi ottavo nel torneo dei 62 kg.
All'Olimpiade di Seul 1988 è stato eliminato al secondo turno nella categoria dei torneo dei 68 kg, a seguito delle sconfitte contro il coreano Park Jang-Soon  e del canadese David McKay.
Ha rappresentato la Francia ai Giochi olimpici estivi di Barcellona 1992, dove si è classificato al nono posto nel torneo dei 68 kg. Dopo l'Olimpiade si è ritirato dalla carriera agonistica.
In seguito è divenuto allenatore di lotta per la nazionale francese.

## Palmarès
| Anno | Manifestazione          | Sede           | Evento | Risultato | Note |
| ---- | ----------------------- | -------------- | ------ | --------- | ---- |
| 1980 | Europei junior          | Bursa          | 57 kg  | 7º        |      |
| 1982 | Mondiali                | Edmonton       | 62 kg  | 12º       |      |
| 1983 | Europei                 | Budapest       | 62 kg  | 6º        |      |
| 1983 | Giochi del Mediterraneo | Casablanca     | 62 kg  | Bronzo    |      |
| 1984 | Europei                 | Jönköping      | 62 kg  | 6º        |      |
| 1984 | Giochi olimpici         | Los Angeles    | 62 kg  | 8º        |      |
| 1986 | Europei                 | Il Pireo       | 68 kg  | 7º        |      |
| 1987 | Europei                 | Veliko Tyrnowo | 68 kg  | 5º        |      |
| 1988 | Europei                 | Manchester     | 68 kg  | 13º       |      |
| 1988 | Giochi olimpici         | Seul           | 68 kg  | Round 2   |      |
| 1991 | Europei                 | Stoccarda      | 68 kg  | Bronzo    |      |
| 1991 | Giochi del Mediterraneo | Atene          | 68 kg  | Bronzo    |      |
| 1991 | Mondiali                | Varna          | 68 kg  | 19º       |      |
| 1992 | Europei                 | Kaposvár       | 68 kg  | 10º       |      |
| 1992 | Giochi olimpici         | Barcellona     | 68 kg  | 9º        |      |

## Altre competizioni internazionali
1983
- Bronzo nei 68 kg all'European Market Championship ( Annecy)